# Sigi Hofer
Sigi Hofer, eigentlich Siegfried Schulhof, (* 2. Juli 1878 in Iglau, Mähren; † 8. Oktober 1933 in Budapest) war ein österreichischer Komiker und Schauspieler.

## Leben
Sigi Hofer war einer der prominentesten Komiker in Wien. Er spielte in der deutschsprachig-jüdischen Theater-, Kabarett- und Filmszene eine wichtige Rolle und trat als Komiker und Kabarettist im „Simpl“, im „Max und Moritz“ und an der Rolandbühne auf. Er spielte gemeinsam u. a. mit Gisela Werbezirk, Karl Farkas, Armin Berg, Fritz Grünbaum und Hans Moser. Sigi Hofer wirkte u. a. in der Revue „Alles aus Liebe“ (1927 Wiener Stadttheater) und in den Filmen „Die Stadt ohne Juden“ von Hans Karl Breslauer (Figur: Schankkellner Moritz), „Wien, du Stadt der Lieder“ (1930), „Zwei himmelblaue Augen“ (1931), „Hasenklein kann nichts dafür“ und „Einmal möchte ich keine Sorgen haben“ (1932) mit.

## Filmografie
- 1923: Misrach un Marew
- 1924: Die Stadt ohne Juden
- 1929: Frühlings Erwachen
- 1930: Wien, du Stadt der Lieder
- 1931: Zwei himmelblaue Augen
- 1932: Hasenklein kann nichts dafür
- 1932: Drei von der Stempelstelle
- 1932: Man braucht kein Geld
- 1932: Einmal möcht’ ich keine Sorgen haben